# Liffa Gregoriussen
Liffa Gregoriussen, född 1904, död 1992, var en dansk kvinnosakspolitiker och modeskapare.
Hon öppnade 1926 en hatt- och modebutik i Tórshavn, som hon drev i femtio år. Hon arrangerade 1973 den första modevisningen på Färöarna. 
Hon engagerade sig från 1948 politiskt i Tjóðveldisflokkurin (Det republikanske Parti). 
Hon bildade 1952 Tórshavns Kvindeforening, som sedan samarbetade med andra nordiska kvinnoföreningar, och var länge en av dess drivande krafter. 